# 拉巴尔德蒙
拉巴尔德蒙（法語：La Barre-de-Monts，法語發音：[la baʁ də mɔ̃]）是法国卢瓦尔河地区大区旺代省的一个市镇，位于该省西北部，属于莱萨布勒多洛讷区。

## 地理
拉巴尔德蒙（46°53'2"N, 2°7'5"W）面积27.81 平方千米，位于法国卢瓦尔河地区大区旺代省，该省份为法国西部沿海省份，北起大西洋卢瓦尔省和曼恩-卢瓦尔省，西临大西洋，南至滨海夏朗德省，东部及东南部与德塞夫勒省接壤。
与拉巴尔德蒙接壤的市镇（或旧市镇、城区）包括：滨海博瓦尔、山地圣母镇、圣让德蒙、圣于尔班、萨莱尔泰讷。

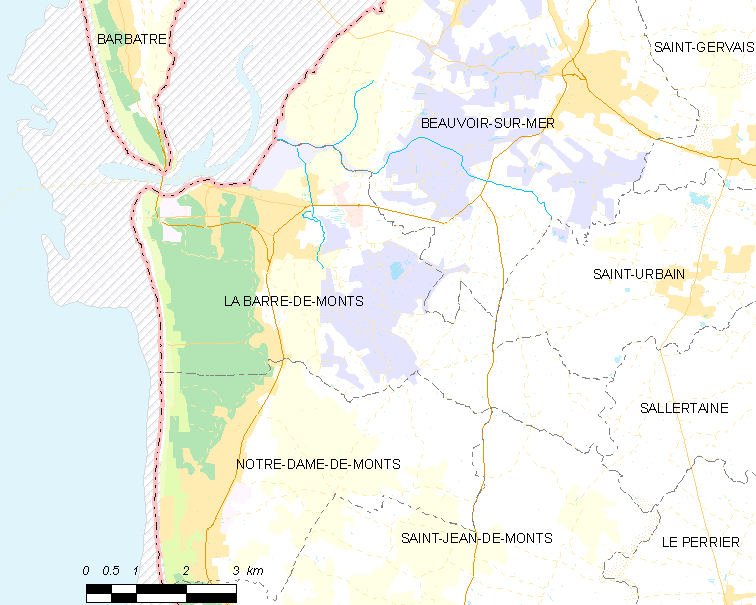
拉巴尔德蒙的OSM定位图

拉巴尔德蒙的时区为UTC+01:00、UTC+02:00（夏令时）。

## 行政
拉巴尔德蒙的邮政编码为85550，INSEE市镇编码为85012。

## 政治
拉巴尔德蒙所属的省级选区为圣让德蒙县。

## 人口

1962-2008年间拉巴尔德蒙人口变化图示

拉巴尔德蒙于2022年1月1日时的人口数量为2356人。